# Polygonum korthalsii
Polygonum korthalsii är en slideväxtart som beskrevs av Gandoger. Polygonum korthalsii ingår i släktet trampörter, och familjen slideväxter. Inga underarter finns listade i Catalogue of Life.